# Robert Stigwood
Robert Stigwood (Adelaide, Austràlia, 16 d'abril de 1934-4 de gener de 2016) va ser un empresari australià i productor discogràfic que va treballar en l'ambient de l'espectacle. En les dècades de 1960 i 1970, va ser una de les més reeixides figures al món de l'entreteniment, a través de la seva participació com mànager de Cream i The Bee Gees, produccions teatrals com Hair i Jesucrist Superstar i produccions fílmiques com Febre del dissabte nit.
Stigwood es mantenia actiu, principalment en la indústria musical teatral. Va viure en el Barton Manor Estate en l'illa de Wight, al sud d'Anglaterra.

## Principals produccions
- Musicals
  - Evita (guanyadora el 1980 d'un Premi Tony pel Millor Musical als Estats Units)
  - Hair
  - Oh! Calcutta!
  - The Dirtiest Show in Town
  - Pippin
  - Jesus Christ Superstar
  - Sweeney Todd
  - Sing a Rude Song
  - John Paul George Ringo and Bert
- Pel·lícules
  - Grease
  - Jesucrist superstar (com a coproductor)
  - Tommy
  - Bugsy Malone (com a productor executiu)
  - Saturday Night Fever
  - Sgt. Pepper's Lonely Hearts Club Band
  - Staying Alive
  - Gallipoli
  - Fame (com a productor de banda sonora)
  - The Empire Strikes Back (com a productor de banda sonora)
- Altres
  - Music for UNICEF Concert (com a organitzador i productor executiu)